# 度门街道
度门镇，是中华人民共和国四川省南充市仪陇县下辖的一个乡镇级行政单位。2019年9月，撤销光华乡和度门镇，设立度门街道，以原光华乡和原度门镇所属行政区域为度门街道的行政区域。

## 行政区划
度门镇下辖以下地区：
尹家梁社区、伍家垭村、何家垭村、王家店村、高梯子村、茶坝口村、兰家坝村、郭家嘴村、奶子石村、立石子村、任家店村、报本寺村、杨家岸村、秦家岸村、龙井湾村、度门坝村和任家沟村、西阳坝村、鱼箭滩村、雷家沟村、枣子沟村、汤家坝村、柏树沟村、明德庵村、磨子坝村、任家坝村和大洲坝村。